# Dr. Francisco
Francisco Alves de Araújo (Monção, 19 de julho de 1965), popularmente conhecido como Dr. Francisco, é um político brasileiro. Filiado ao Partido Social Cristão (PSC), atualmente é o ex-prefeito do município de Bom Jardim, do estado do Maranhão.

## Eleições

### Eleições 2012
Em 2012, tentou pela primeira vez o cargo de prefeito do município. Na ocasião, seu principal oponente era o até então candidato Beto Rocha, que dias antes do pleito, teve sua candidatura cassada pela Lei da Ficha Limpa, que acarretou na candidatura de Lidiane Rocha. Tendo a jovem como sua oponente, foi derrotado com 9 289 votos.

### Eleições 2016
Em 2016, tentou novamente o maior cargo do executivo municipal. Com 62,57% dos votos válidos, foi eleito prefeito com 12 131 votos.

### Eleições 2020
Disputando pela terceira vez o pleito para o cargo de prefeito municipal, dessa vez como o atual prefeito, Francisco conseguiu o segundo lugar, atingindo 6 250 votos, sendo derrotado por 175 votos.

## Prefeito de Bom Jardim
Durante sua gestão, revitalizou totalmente o Hospital Municipal Adroaldo Alves Matos, inaugurou algumas Unidades Básicas de Saúde (UBS), entrega de 3 escolas dignas, construção da praça da família, construção de uma nova delegacia e da Rodoviária em parceria com o governador Flávio Dino. As escolas localizam-se nos povoados de: Barra do Galego, Barraca Comprida e Santa Luz. Uma escola digna no Povoado Oscar está em fase de execução.

## Afastamentos

### 1º afastamento
Em 06 de outubro de 2017, a justiça determinou o imediato afastamento de Francisco Araújo do cargo de prefeito municipal. A decisão determinou também o bloqueio de bens do prefeito e de sete vereadores. A ação movida pelo Ministério Público do Maranhão (MP-MA) relatava graves irregularidades, onde teria ocorrido desvios de dinheiro público através de contratos de fornecimento de combustível. Este episódio ficou popularmente conhecido como "A máfia do combustível." Em nota, a Prefeitura Municpal de Bom Jardim considerou o afastamento como uma decisão exagerada.
Em 11 de outubro de 2017, o Tribunal de Justiça do Maranhão (TJMA) concedeu liminar determinando o retorno de Francisco Araújo ao cargo de prefeito de Bom Jardim.

### 2º afastamento
Em 22 de setembro de 2020, o Tribunal de Justiça do Maranhão (TJMA) decidiu afastar o até então prefeito por ato de improbidade administrativa em uma licitação realizada pelo município. O afastamento será por 120 dias, atendendo a pedido do Ministério Público do Maranhão (MP-MA).
Na decisão, foi determinada ainda a notificação da Câmara Municipal de vereadores para que, num prazo de 72 horas, hajam providências para que seja dada a posse ao vice-prefeito do município..
Ainda segundo a Promotoria de Bom Jardim, foram constatadas outras irregularidades, como nepotismo e contratação irregular no quadro do funcionalismo municipal.
Na tarde de 1 de outubro de 2020, o Tribunal de Justiça do Maranhão (TJMA) decidiu retornar Francisco ao cargo de prefeito do município de Bom Jardim.

### 3º afastamento
Em 5 de novembro de 2020, o Tribunal de Justiça do Maranhão (TJMA), em decisão unânime da 3ª Câmara Cível do Tribunal de Justiça, novamente decidiu pelo afastamento de Francisco, dessa vez pelo prazo de 180 dias, atendendo a pedido da Promotoria de Justiça de Bom Jardim. A Câmara Municipal fica a carga de empossar o vice-prefeito num prazo de 48 horas.
Em 23 de novembro de 2020, uma semana após a realização das Eleições Municipais no Brasil em 2020, o STJ decidiu, através do Presidente Humberto Martins, reconduzi-lo ao cargo. Sendo assim, na manhã de 24/11, Francisco toma posse pela 4ª vez como prefeito de Bom Jardim, restando cerca de 1 mês para o fim de seu mandato.